# اچ‌ام‌اس زیلوس (۱۸۶۴)
اچ‌ام‌اس زیلوس (۱۸۶۴) (به انگلیسی: HMS Zealous (1864)) یک کشتی بود که طول آن ۲۵۲ فوت (۷۶٫۸ متر) بود. این کشتی در سال ۱۸۶۴ ساخته شد.